# Saint-Esteben
Saint-Esteben é uma comuna francesa na região administrativa da Nova Aquitânia, no departamento dos Pirenéus Atlânticos. Estende-se por uma área de 13,48 km². Em 2010 a comuna tinha 415 habitantes (densidade: 30,8 hab./km²).